# Bessie Learn
Bessie Learn est une actrice américaine, née le 30 août 1888 à San Diego (Californie), morte le 5 février 1987  à Burbank (Californie).   

## Filmographie partielle
- 1912 : The Totville Eye de C.J. Williams
- 1913 : An Unsullied Shield de Charles Brabin
- 1915 : The Lone Game d'Edward C. Taylor
- 1919 : The Lost Battalion de Burton L. King